# Glenveagh
El parque nacional de Glenveagh (en inglés, Glenveagh National park; en gaélico, Páirc Naisiúnta Gleann Bheatha) es el más grande de los seis parques nacionales de la República de Irlanda, que se encuentra en el centro de las montes Derryveagh en el noroeste del condado de Donegal. Se encuentra a unos 24 kilómetros al noroeste de Letterkenny. Es una zona de montañas abruptas y lagos de origen glaciar. Tiene una extensión de 6.475 hectáreas. Está formado por tres zonas. La mayor es lo que antes era la Glenveagh Estate ("finca Glenveagh"), incluyendo la mayor parte de las montañas Derryveagh. Al oeste están colinas de cuarcita en torno a Crocknafarragh. Y, al sur, hay zona de turberas de Lough Barra, Meenachullion y Crockastoller. Fue una reserva de caza antes de convertirse en parque nacional en el año 1975. Con la terminación de las instalaciones, el parque nacional Glenveagh se abrió oficialmente al público en el año 1986.
En la finca Glenveagh hay una red de jardines principalmente informales muestra una multitud de plantas exóticas y delicadas que provienen de sitios tan lejanos como Chile, Madeira y Tasmania, todas amparadas por cortavientos de pinos y rododendros ornamentales. La finca fue establecida por John Adair, tristemente famoso por expulsar a 244 de sus inquilinos y despejar la tierra de manera que no perturbasen su vista del paisaje. Los jardines y el castillo fueron una donación al estado irlandés en 1981 realizada por Henry P. McIlhenny de Filadelfia quien había comprado la finca en 1937.
Actualmente el parque tiene el mayor rebaño de venado en Irlanda y las águilas reales, cuya población nativa de Irlanda había desaparecido, fueron reintroducidas en el parque en el año 2000 con águilas de otras poblaciones. 